# Heptapterus sympterygium
Heptapterus sympterygium es una especie de peces de la familia Heptapteridae en el orden de los Siluriformes.

## Morfología
• Los machos pueden llegar alcanzar los 4,7 cm de longitud total.

## Hábitat
Es un pez de agua dulce y de clima tropical.
Se distribuye únicamente en la ecorregión de agua dulce laguna dos Patos.

## Distribución geográfica
Se encuentran en Sudamérica: este de Rio Grande do Sul (Brasil ).